# 恵那錆石

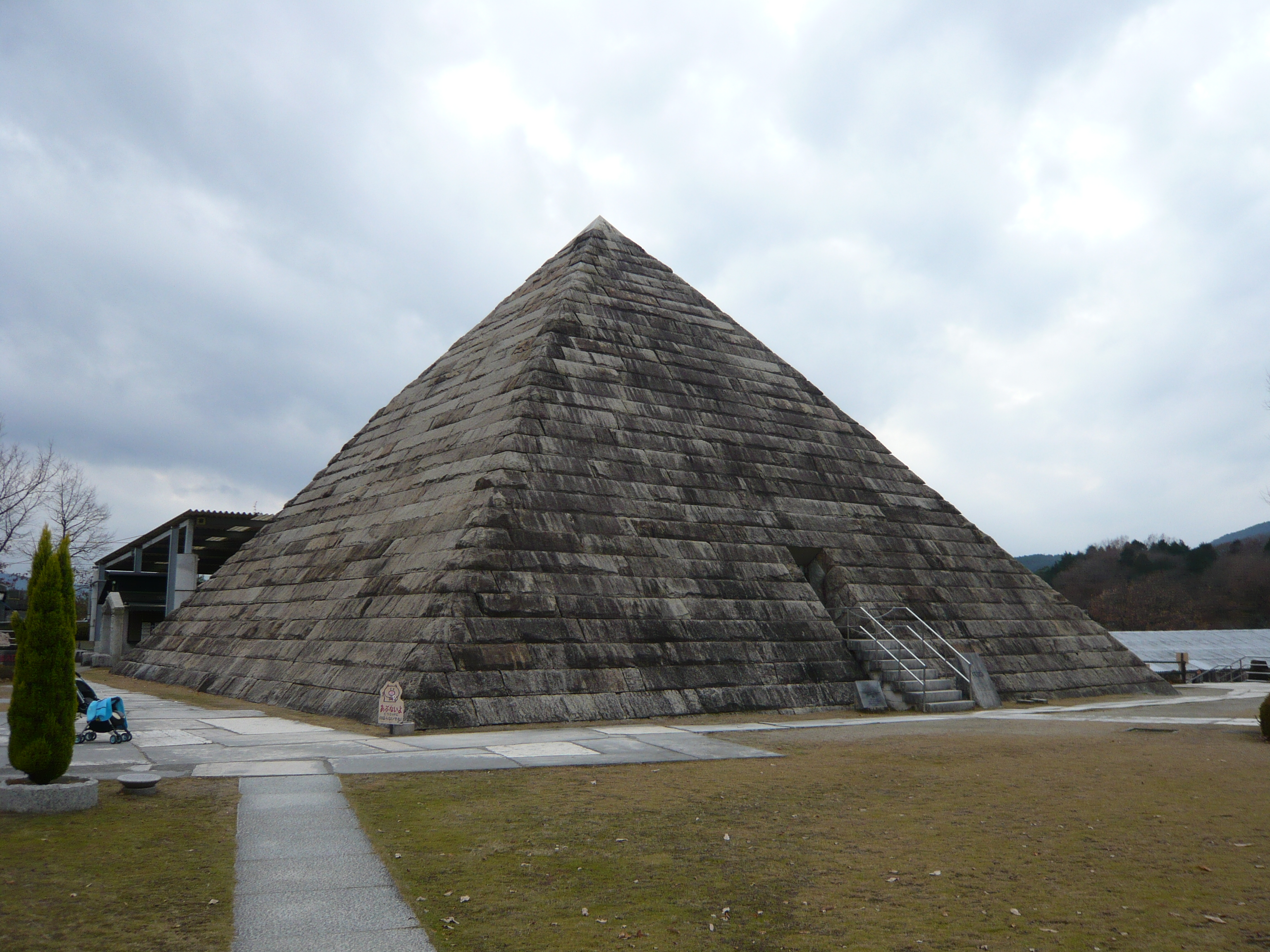
蛭川みかげを積み上げた博石館のピラミッド

恵那錆石（えなさびいし、恵那サビ石）とは、岐阜県旧恵那郡蛭川村（現在の中津川市蛭川）を中心とした地域で採掘される赤茶色を帯びた花崗岩である。恵那錆、恵那みかげ、蛭川みかげとも言う。
恵那錆石は、黒雲母花崗岩：アルカリ長石のパーサイト構造は棒状、黒雲母には放射性色暈が発達、錆は有色鉱物やアルカリ長石の風化によりできたのである。雲母の成分は、K2(Mg,Fe,Al)6-5(Si,Al)8O20(OH)4。

## 錆石
岩石中に含まれる「鉄気」（鉄の小さな塊）が雨などにより酸化し「さび」となって表面に現れた花崗岩である。その色合いから錆石として好まれ、珍重されている。ただし硬度、吸水率の点では劣る。
- 錆石は白花崗岩が風化して変色したものである。
- 色むらが多く、大材が得にくい。
- 吸水率が高く、強度が低いものが多い。
- ジェットバーナー加工で赤く変色する。
- 石錆の色は、汚れと直接の関係はない。

|                  | 吸水率 | 圧縮強度  | 曲げ強度 |
| ---------------- | ------ | --------- | -------- |
| 恵那錆石         | 0.58 % | 895 kgf   | 71 kgf   |
| 泉州錆           | 0.38 % | 1,681 kgf | 66 kgf   |
| ナミビアイエロー | 0.49 % | 1,215 kgf | 128 kgf  |
| ベトナムイエロー | 0.49 % | 1,173 kgf | 145 kgf  |

錆石の産地は他にもあり、京都の鞍馬石や岡山県笠岡市北木島で採掘とれる北木石、その他には、稲田石という錆石もある。
普通の御影石と同じように錆石も各種の表面仕上げが可能であるが、不思議なことにジェットバーナーをかけると黄色から赤茶色に変色する。あえて赤味を意図するのでなければ、磨きやブラスト仕上げで使われるのが普通である。ブラストを行うと全体が白っぽくなるが、反面、色むらを目立たなくする効果がある。

## 用途
- 墓石に使用される他、下呂温泉では、いくつかの旅館の浴槽にも使用されている。